# Памятник Петру I (Москва)
Па́мятник Петру́ I (официальное название — Памятник «В ознаменование 300-летия российского флота») работы Зураба Церетели был воздвигнут в 1997 году по заказу Правительства Москвы на искусственном острове, насыпанном у разделения Москвы-реки и Водоотводного канала. Один из самых высоких памятников в России. Общая высота памятника — 98 метров, высота фигуры Петра — 18 м.

## Описание
Памятник Петру в техническом плане представляет собой уникальное инженерное сооружение. Несущий каркас монумента выполнен из нержавеющей стали, на него навешены бронзовые детали облицовки. Отдельно друг от друга собирались образующая пьедестал нижняя часть памятника, корабль и фигура Петра; последние в готовом виде монтировались на пьедестал. Ванты корабля выполнены из нержавеющей стали. Каждый из них сплетён из нескольких тросов и закреплён таким образом, что полностью исключена их подвижность. Паруса имеют внутри пространственный металлический каркас (для уменьшения веса), они изготовлены из меди методом выколотки.
Для памятника использовалась бронза самого высокого качества; она предварительно подвергалась пескоструйной обработке, затем патинировалась и покрывалась специальным воском и лаком, защищающим от воздействия неблагоприятных погодных явлений. Свиток, который держит в руке Пётр I, позолочен, также позолочены Андреевские кресты на флагах, конструктивно сделанных как флюгеры. Внутри имеется лестница, предусмотренная для наблюдения за состоянием памятника. Образующий искусственный остров железобетонный фундамент, на котором расположен памятник, обрамлён фонтанами, создающими эффект рассекающего воду корабля.

### Создание и монтаж
По публикациям российских СМИ, данный памятник является переработанной и видоизменённой статуей Колумба, которую Церетели безуспешно предлагал купить США, Испании и странам Латинской Америки в 1991—1992 году, к 500-летию открытия европейцами Американского континента. Сам Церетели эту информацию называет недостоверной. Статую Колумба установили в Пуэрто-Рико.
Установка памятника, по официальным данным, стоила 100 миллиардов неденоминированных рублей, то есть 100 миллионов деноминированных, или около 16,5 миллионов долларов по курсу 1997 года.
На проектирование и строительство царя ушёл неполный год. В аэродинамической трубе Института механики МГУ были проведены продувки макета памятника, созданного сотрудниками Института (ныне в музее истории МГУ), что позволило существенно улучшить аэродинамические характеристики монумента.
Работы по монтажу проводили 120 монтажников 1-го МСМУ АО «Стальмонтаж» под руководством ведущего геодезиста Валерия Маханова и ведущего бригадира Владимира Максимова.
Независимая общественная комиссия, оценивавшая художественные качества памятника в 1997 году, за несколько месяцев до его открытия, указывала (см. публикацию в журнале «Столица» одного из её членов), что «Пётр I», официально объявленный властями и Зурабом Церетели подарком морякам к 300-летию Российского Флота, таковым фактически не является. «Прежде всего потому, что праздник прошёл аж в октябре прошлого года. Во-вторых, ещё в 1995 году моряки за подписью врио Главнокомандующего ВМФ адмирала Селиванова просили Российское правительство и лично Виктора Черномырдина установить в честь праздника в Москве совершенно другой памятник. Его эскиз сделал народный художник академик Лев Кербель. (…) Памятник планировали открыть в сентябре 1996 года напротив Третьяковки, для чего сделали новый пешеходный мост через Водоотводный канал и украсили там набережную. (…) Однако все вопросы с этим памятником Москва взялась решить самостоятельно, без помощи России, о чём правительству Родины было сообщено специальным письмом. И вот приблизительно весной 1996 года в 300-летней истории Российского Флота впервые появилась фамилия Церетели. Решениями столичного правительства и бывшего главного архитектора города Леонида Вавакина вдруг были созданы специальные комиссии, которые осмотрели проекты Кербеля и Церетели и признали, что задумки Зураба Константиновича неповторимо прекрасны». Памятник Петру работы Кербеля Архивная копия от 6 января 2012 на Wayback Machine «выселили» в Измайлово. Городской комитет по празднованию 300-летия Флота по рекомендации Правительства Москвы съездил в мастерскую Церетели и ознакомился с проектом памятника. Члены праздничного комитета попросили власти «рекомендовать 3. Церетели внести в проект следующие изменения: — изобразить статую Петра I в традиционной форме российского военного моряка начала 18 века; — установить (разместить) внутри монумента бюсты выдающихся флотоводцев; — убрать орла с бушприта»… и т. п., что выполнено не было.
Памятник был открыт 5 сентября 1997 года в рамках масштабного празднования 850-летия Москвы, до этого, 3 и 4 сентября соответственно, Лужков и Ельцин открыли территорию вокруг восстановленного Храма Христа Спасителя и реконструированный Столешников переулок с храмом возле будущего отеля «Marriott Аврора».
- Элемент композиции — статуя Петра I
- Более пропорциональная по соотношению человеческая фигура/корабль трактовка аналогичного сюжета: «Пётр I на ботике» (Модель работы М. М. Антокольского, 1891-96 гг.). Скульптурная композиция была заказана Антокольскому президентом Академии Художеств вел. кн. Владимиром Александровичем к 200-летию Российского Военно-морского флота и экспонировалась на Всемирной выставке в Париже в 1900 году
- Картина русского художника Алексея Кившенко «Пётр Первый управляет парусным ботиком» (1864) демонстрирует реалистические пропорции между фигурой человека и кораблём.

## Критика
Памятник вызвал практически единодушное отторжение в кругах общественности и архитекторов в связи со своим внешним видом и отсутствием ценности для города. В 1997 году журнал «Столица» и его главный редактор Сергей Мостовщиков провели серию публикаций против памятника, а также акцию по сбору подписей против установки памятника. Мероприятие проводилось под лозунгом «Вас здесь не стояло», а графическим символом акции было сопоставление композиции Церетели с творением Остапа Бендера «Сеятель облигаций государственного займа» из фильма «Двенадцать стульев». Журнал вышел с вложенной внутрь наклейкой — перечёркнутый памятник Петру и лозунг — и предложением писать в журнал письма с поддержкой, которых было получено около 5 тыс. Как писал журнал «Столица», анализируя письма читателей, «гигантские размеры памятника и неудачно выбранное для него место — основные причины недовольства москвичей».
16 мая 1997 года общественная комиссия, созданная мэром Москвы из-за большого общественного резонанса в связи с появлением памятника, ознакомилась с результатами социологических опросов, проведённых в городе фондом «Общественное мнение» и ВЦИОМом — половине опрошенных москвичей памятник не нравился. Изучив результаты, комиссия провела своё собственное голосование: 13 её членов проголосовали «за» то, чтобы оставить памятник на этом месте, 3 проголосовали «против». О том, что решение будет положительным для Церетели, критики памятника писали заранее.

Депутат Мосгордумы, председатель комиссии по перспективному развитию и градостроительству Михаил Москвин-Тарханов рассказывает о т. н. «эффекте/феномене Церетели», связанном с этим памятником: в рамках большого социологического опроса, который был заказан независимым структурам, москвичей попросили высказать своё отношение к градостроительной политике в Москве. «15 % отнеслись отрицательно, 30 % положительно, а 40 % — так-сяк. Важный момент: тем 40 %, которым что-то нравилось, а что-то не нравилось, больше всего не нравился Пётр Первый. И, когда мы пересчитали итоги с учётом этого обстоятельства, вклад Петра Первого в отрицательный имидж градостроительной политики достиг 30 %. Я это назвал „эффект Церетели“ — как с помощью одного сооружения можно изменить настроение в десятимиллионном городе».

Однако в 2014 году архитектурный критик Григорий Ревзин в своем мемуаре, посвящённом этому памятнику, анализируя протестные акции, сомневается в их «спонтанности»: «заполнить Москву наклейками и плакатами „вас здесь не стояло“ — это такой рекламный бюджет, который надо согласовать, утвердить и получить — он сам не образуется. Сотни публикаций против Петра, конечно, могли и сами собой производиться — и в какой-то момент и производились, но всё же скорее кто-то вначале запустил процесс. (…) И уважаемый мною Марат Гельман, кстати, который придумывал впечатляющие акции против Петра, — он, конечно, утверждал ценности современного искусства, но одновременно ведь он тогда уже работал и как политтехнолог». По его мнению, это была запланированная антилужковская манипуляция, связанная с политикой, а не с эстетикой: «Вы вспомните время: Ельцин победил на выборах благодаря ситуативному союзу разных сил, демократов с бизнесменами, топ-менеджеров с артистами, интеллигентов с ворами в законе и т. д. (…) Эта история про ужасную тра-та-та бандуру, которая встала вопреки тра-та-та, — она выставляла Лужкова дикарём и самодуром (он таким и был, на мой взгляд; но тут вопрос, как представить). А задача остановить Лужкова на пути в президенты была чуть не главной все последующие четыре года. (…) Ни до, ни после этого, никогда на всём протяжении истории России, не было случая такого всенародного внимания к искусству ваяния. (…) В этой моей частной памяти Пётр Первый — это случай, когда я лично оказался объектом психологической манипуляции».
Памятник вошёл в список самых уродливых строений мира, заняв в нём десятое место. Рейтинг был составлен по итогам голосования на сайте «Виртуальный турист» (2008). Первое место заняло здание городского Совета в Бостоне, похожее на противоядерный бункер из серого бетона, второе — башня Монпарнас в Париже.
6 июля 1997 года группа «Реввоенсовет» пыталась взорвать памятник. По их словам, взрывчатка была уже заложена, но подрыв был отменён в связи с возможными жертвами среди прохожих и разрушениями. По другой версии, взрыв был предотвращён из-за звонка анонима. С тех пор доступ публики к памятнику был закрыт. Мосгорсуд 19 апреля 2002 года вынес приговор пятерым членам «Реввоенсовета»: подсудимые Владимир Белашев, Сергей Максименко, Валерий Скляр, Владимир Радченко и Юрий Внучков были признаны виновными в терроризме. Им вменялись в вину подрыв в апреле 1997 года памятника Николаю II в посёлке Тайнинское (скульптор В. Клыков, взорван 1 апреля 1997), а также минирование памятника Петру и газораспределительного узла в Подмосковье.
Как пишут «Известия», один из проектов, представленных на ежегодной выставке «Арх Москва», даже предлагал «одеть» памятник в стеклянный кожух, чтобы его не видеть. Речь идёт о 2007 годе, когда на выставке был представлен проект Бориса Бернаскони, который предлагал встроить памятник Петру I в небоскрёб, который стал бы для творения Зураба Церетели музеем, а для москвичей — смотровой площадкой и местом проведения досуга.
Также в 2007 году в Музее актуального искусства ART4.RU устроили акцию, собрав почти 100 тыс. руб. пожертвований на демонтаж произведений Церетели — перед входом в экспозицию установили пластиковый ящик с соответствующей надписью: «Сбор средств на снос памятников, поставленных повсеместно Зурабом Церетели». По словам директора музея Генри Ясаса, за несколько дней пожертвований собралось больше, чем было заплачено за билеты. Некоторое время спустя по просьбе Василия Церетели, внука скульптора и директора Московского музея современного искусства, фамилию из объявления убрали, оставив текст «на снос памятников, уродующих город».

### После отставки Лужкова
28 сентября 2010 года, в день снятия Юрия Лужкова с должности мэра Москвы, галерист Марат Гельман, и прежде критиковавший скульптуру, высказал предложение о сносе памятника. 4 октября 2010 года и. о. мэра Москвы Владимир Ресин на совещании в администрации предложил подумать о переносе памятника в другое место. Глава комиссии Мосгордумы по перспективному развитию и градостроительству Михаил Москвин-Тарханов заявил, что перенос монумента может обойтись городскому бюджету в 1 млрд рублей, и он сомневается, что подобные деньги в бюджете обнаружатся. Гельман заявил, что перенос памятника Петру I работы Зураба Церетели можно осуществить не на бюджетные, а на спонсорские средства, которые он обещал изыскать.
Представитель движения «Архнадзор» Наталья Самовер предупредила, что перемещение памятника может оказаться популистским шагом. «Перенести памятник и сказать, что все проблемы с обликом Москвы сняты, — это очередная попытка манипулирования общественным мнением». О намерении принять у себя памятник основателю российского флота заявили отдельные представители власти и группы жителей следующих городов: Азов (группа жителей), Тирасполь, Петрозаводск (председатель городского совета), Воронеж (опрос агентства «Воронеж-Медиа»), Иваново, Орёл, Архангельск, Переславль-Залесский, Камышин, Ижевск, Бердянск.
Санкт-Петербург от «московского Петра I» отказался: в городе уже есть один авторства Церетели (высота 12,65 метра), недалеко от гостиницы «Прибалтийская» на Васильевском острове, куда его после определённой борьбы удалось «выселить» (открыт 25 сентября 2006 года) городским властям из самого центра города — от Манежа, где он был установлен в марте 2005 года.
28 июля 2011 года префект Центрального административного округа (ЦАО) Москвы Сергей Байдаков заявил на пресс-конференции: «Пётр I как стоял, так и будет стоять. Я вообще считаю, что всё должно быть, как создали наши предки».

## В культуре
Как пишет «Новая газета»: «…ни один из московских памятников последних лет не выполнил главной задачи городского монумента: не вошёл в легенду, в „культурный текст“ столицы. (Кроме Петра Церетели, вероятно. Этот — вошёл, и какой поступью!)».
Московский памятник Петру воспринимается как своего рода аналог петербургскому памятнику Петру («Медный всадник»), также являющемуся символическим литературным объектом.
В сборнике юмористических рассказов Михаила Веллера «Легенды Арбата» один из рассказов — «Гулливер» — своего рода биография Церетели. Он описывает долгий творческий путь памятника, который изначально был замыслен как памятник Гулливеру, от берегов Англии до берегов Москвы-реки.

Злые языки утверждают, что и за бронзу, и за изготовление уникума платил город, причем по баснословным ценам. Потому что половина отпущенной суммы сразу возвращалась в карман отпускающего, э-э, высокопоставленного чиновника (в форме пресловутого «отката»). Но мы не будем верить грязным слухам и пустым наветам. (…)
И был отлит корабельный врач Лэмюэль Гулливер ростом с небоскреб, и Колосс Родосский только в прыжке дотянулся бы поцеловать его в пупок, а динозавр работает мелким домашним животным типа кошки. Гигантские бронзовые листы, подобные парусам галеонов, башенный кран поднимал в крепеж на каркас, почти равный Эйфелевой башне. И ничтожные лилипуты карабкались по его телу и снизу задирали головы, потрясенные гигантом из неведомой страны настоящих людей.

В песне Юрия Шевчука «Интервью» c альбома «Мир номер ноль» группы «ДДТ» памятник фигурирует как «Гулливер-Пётр в лилипутской лодке».
В романе Олега Дивова «Лучший экипаж Солнечной», действие которого разворачивается в пост-ядерном мире, памятник Петру I и Храм Христа Спасителя — одни из немногих сооружений, уцелевших в Москве. Причём мутанты считают памятник изображением некого языческого бога и поклоняются ему, совершая паломничества по высохшему руслу реки, которое считают специальной дорогой, а обгоревший Храм Христа Спасителя («Чёрную церковь») — специальным культовым сооружением, возведённым при идоле для свершения обрядов. Описание статуи Петра таково:

«Непомерных размеров статуя глядела прямо в экран на собравшихся в рубке астронавтов. Злое некрасивое лицо с маленькими глазками и закрученными усами поражало мастерски переданной скульптором параноидальной жаждой власти. Единственная рука гиганта сжимала архаичного вида штурвал. Ногами чудовище попирало крошечный морской кораблик».

В фильме Михаила Местецкого «Тряпичный союз» герои планируют подрыв памятника из эстетических соображений.
- Вид с Патриаршего моста
- Вид с Москвы-реки
- Вид на Берсеневскую набережную
- Вид сбоку
- Вид из Парка искусств